# デタラメな残像
「デタラメな残像」（デタラメなざんぞう）は、GRANRODEOの8枚目のシングル。2008年5月14日にLantisから発売された。

## 解説
- テレビアニメ『ブラスレイター』のOPテーマ（前期：第2話〜第14話）になっている。

## 収録曲
（全作詞：谷山紀章／作曲・編曲：飯塚昌明）
1. デタラメな残像
2. Shake the Fake
3. デタラメな残像 (off vocal)
4. Shake the Fake (off vocal)

## 収録アルバム
| 曲名           | アルバムタイトル                | 備考           |
| -------------- | ------------------------------- | -------------- |
| デタラメな残像 | Instinct                        | 2ndアルバム    |
| Shake the Fake | GRANRODEO B‐side Collection "W" | ベストアルバム |